# Bladud

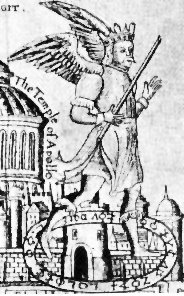
Bladud

Bladud o Blaedud e Blaiddyd fu un leggendario sovrano della Britannia, menzionato per la prima volta da Goffredo di Monmouth nella Historia Regum Britanniae e la cui reale esistenza è molto dubbia. Goffredo afferma che era figlio di re Rud Hud Hudibras o Rhun Paladr-fras e che discendeva da Bruto di Troia. Quest'ultima ipotesi nasce però da una cattiva interpretazione delle genealogie gallesi. Avrebbe regnato per 20 anni a partire dall'863 a.C. o forse dal 500 a.C. e fu durante il suo regno che costruì Kaerbadum o Caervaddon (Bath). Dedicò la città alla dea Atena/Minerva.
La sua storia venne modificata, abbellita e accresciuta dagli autori successivi. Bladud fu mandato dal padre ad Atene, in Grecia, per essere educato come si conveniva. Dopo la morte del genitore, egli tornò in patria accompagnato da quattro filosofi e fondò un'università a Stamford, nel Lincolnshire, che sarà poi soppressa molti secoli dopo da sant'Agostino di Canterbury a causa dell'eresia che vi si era sviluppata. Mentre si trovava ad Atene aveva però contratto la lebbra e per questo al suo ritorno venne imprigionato. Riuscì infine a scappare e a nascondersi e a lavorare come guardiano di maiali a Swainswick, circa due miglia dal sito della futura Bath. Grazie alle proprietà curative dell'acqua di questa zona guarì dalla lebbra e proprio là fondò appunto Bath.
Secondo il racconto di Goffredo, incoraggiò la pratica della negromanzia. Grazie a questa pratica, avrebbe costruito delle ali per volare fino (o dal) tempio di Apollo a Trinovantum o Troia Nova (Londra). Ma morì colpendo un muro, o per le conseguenze di una caduta.  Sarebbe stato sepolto a Troia Nova. Sul trono salì allora il figlio Leir.